# Echinoclathria arcifera
Echinoclathria arcifera är en svampdjursart som först beskrevs av Schmidt 1880.  Echinoclathria arcifera ingår i släktet Echinoclathria och familjen Microcionidae. Inga underarter finns listade i Catalogue of Life.